# Cuba‐libre
Cuba-libre ou cuba-livre (do espanhol: cubalibre) é uma bebida alcoólica, ou um coquetel feito à base de rum, refrigerante de cola e limão.
Atribui-se a invenção desta bebida aos soldados norte-americanos que ajudaram nas guerras da independência cubana em 1898, o que explicaria seu nome.

## Preparo
As formas de preparo sofrem variações regionais, mas geralmente acrescenta-se 50 ml de rum claro a 100 ml de refrigerante de cola (geralmente Coca-Cola ou Pepsi). É servido em copo longo com gelo e decorado com fatia de limão, dentro ou fora do copo. Por vezes a fatia é substituída por sumo de limão.
Não é incomum o uso de rum dourado ou de outras tonalidades. Também é comum alterar as proporções entre rum e refrigerante, com o objetivo de se conseguir uma graduação alcoólica diferente.

## História
A história da cuba‐libre é controversa. Acredita-se que o coquetel surgiu durante participação americana na guerra de libertação da ilha de Cuba, em 1898. Devido às alegações americanas de que um de seus navios foi sabotado pela Espanha, os Estados Unidos se envolveram em guerra contra os espanhóis, auxiliando as colónias deste império em seu processo de emancipação.
Entre os norte-americanos enviados a Cuba estava o Capitão Russell, que supostamente teria levado Coca-Cola para a guerra. Já em Cuba, Russell teria solicitado uma dose de rum e misturado ao refrigerante, criando assim a cuba‐libre, em referência ao objetivo de suas tropas na ilha.
As controvérsias com esta versão residem em fontes que afirmam que a Coca-Cola só chegaria a Cuba em 1900, dois anos após o retorno de Russell aos EUA.
No Brasil, a cuba-libre é uma bebida muito popular entre os universitários, principalmente em São Paulo, Minas Gerais, Espírito Santo e Amazônia.

## Cultura Popular
A música Whisky a Go Go, da banda Roupa Nova, cita a bebida nos versos: "Foi numa festa, gelo e cuba-libre. E, na vitrola, Whisky a Go-Go". 
Uma cena do seriado americano de comédia The Big Bang Theory, na qual Sheldon pede uma cuba-libre virgem, se tornou viral na Internet.
O músico e compositor Saulo Haikal lançou em 2011 o álbum There's no Hard Life With Cuba Libre, que carrega o nome da bebida em seu título.
Cuba Libre também é o nome de um filme de Juan Gerard, que conta com participação do ator mexicano Gael García Bernal, que coincidentemente participou do filme Diários de Motocicleta, também de temática cubana.